# Sparmannia ricinocarpa
Sparmannia ricinocarpa là một loài thực vật có hoa trong họ Cẩm quỳ. Loài này được (Eckl. & Zeyh.) Kuntze miêu tả khoa học đầu tiên năm 1898.